# Thu Hằng (nghệ sĩ chèo)
Nguyễn Thị Hằng có nghệ danh Thu Hằng (sinh năm 1973) còn được biết với biệt danh Hằng "Chèo" là nữ diễn viên Chèo người Việt Nam. Cô được phong tặng danh hiệu Nghệ sĩ ưu tú năm 2011.

## Tiểu sử
Năm 14 tuổi, bố cô biết Nhà hát Chèo Hà Nội tuyển diễn viên nên ông đã dẫn cô đến dự tuyển và đỗ trong kỳ sát hạch ấy. Sau đó, Nhà hát cử Thu Hằng đi học ở trường Nghệ thuật Hà Nội. Ra trường, Thu Hằng quay lại công tác ở Nhà hát Chèo Hà Nội.
Thu Hằng bắt đầu diễn hài từ năm 2000 khi tham gia vào chương trình video của Xuân Hinh với vở kịch "Đi hát Karaoke" và để lại ấn tượng với khán giả. Năm 2008, cô lần đầu tham gia một phần của loạt phim truyền hình Cảnh sát hình sự, đó là vai diễn viên chèo tên Liên trong phần 2 của bộ Chạy án.

## Vai diễn

### Video
| Năm  | Sản phẩm       | Video          | Chú thích |
| ---- | -------------- | -------------- | --------- |
| 2000 | Xuân Hinh 2000 | Đi Hát Karaoke | [ 4 ]     |
| 2008 | Tiền ơi        |                | [ 3 ]     |

### Truyền hình
| Năm  | Tựa đề              | Vai diễn            | Đạo diễn                         | Ghi chú              | Chú thích |
| ---- | ------------------- | ------------------- | -------------------------------- | -------------------- | --------- |
| 1999 | Câu chuyện mùa xuân | Yến                 | Đỗ Thanh Hải                     | Điện ảnh truyền hình |           |
| 1999 | Cầu thang nhà A6    | Mĩ                  | Nguyễn Hữu Luyện                 | Điện ảnh truyền hình |           |
| 2000 | Giả sơn             |                     | Vũ Hồng Sơn                      | Điện ảnh truyền hình |           |
| 2003 | Miếu làng           | Lý                  | Nguyễn Anh Thái                  | Điện ảnh truyền hình |           |
| 2008 | Con đường sáng      | đào (ca nương) Loan | Phạm Việt Thanh, Nguyễn Đức Việt | danh đề: Thanh Hằng  |           |
| 2008 | Chạy án (phần 2)    | Liên "Chèo"         | Vũ Hồng Sơn                      |                      | [ 3 ]     |
| 2019 | Gia đình 4.0        | Cô Ế                | Vĩnh An                          | Sitcom               | [ 5 ]     |

## Giải thưởng
| Năm  | Giải thưởng                           | Vở diễn          | Kết quả         | Chú thích |
| ---- | ------------------------------------- | ---------------- | --------------- | --------- |
| 2009 | Hội diễn chèo chuyên nghiệp toàn quốc |                  | Huy chương Vàng | [ 6 ]     |
| 2011 | Liên hoan sân khấu chèo toàn quốc     | Quan lớn về làng | Huy chương Vàng | [ 2 ]     |